# ثبيرة
ثبيرة (الاسم العلمي: Acokanthera) هي جنس نباتي يتبع فصيلة الدفلية من رتبة الجنطيانيات.
ويضم جنس الثبيرة 8 أنواع ويقتصر تواجدها عموما على أفريقيا، على الرغم من أن نوع ثبيرة شمبري ينمو في اليمن وبعض الجزيرة العربية. النسغ يحتوي على جليكوسيدات سامة للقلب وقاتلة. وهذا النسغ هو من بين الأكثر شيوعا في تسميم السهام.

## أنواع الثبيرة
- ثبيرة ناعمة (الاسم العلمي: Acokanthera laevigata)
- ثبيرة بيضاوية الورق (الاسم العلمي: Acokanthera oblongifolia)
- ثبيرة متقابلة الأوراق (الاسم العلمي: Acokanthera oppositifolia)
- ثبيرة مستديرة (الاسم العلمي: Acokanthera rotundata)
- ثبيرة شمبري (الاسم العلمي: Acokanthera schimperi)
- ثبيرة عوسجانية (الاسم العلمي: Acokanthera lycioides)
- ثبيرة زغبية (الاسم العلمي: Acokanthera pubescens)
- ثبيرة وباجو (الاسم العلمي: Acokanthera wabajo)